# Цель вижу
«Цель вижу» — российский фильм 2013 года режиссёра Евгения Сокурова, его дебют в качестве сценариста и кинорежиссёра.

## Сюжет
Сюжет фильма — художественный вымысел, однако, прототипами главных героинь стали снайперы Центральной женской школе снайперской подготовки. По словам режиссёра: «Мы выучили наизусть биографии наших отважных героинь Людмилы Павличенко, Татьяны Барамзиной, Алии Молдагуловой». Сокуров взял факты из их биографии и изменил имена. А вот все, что происходит в фильме с героями, — режиссёрская задумка.
Великая Отечественная война. Лейтенант Сизова, лучший снайпер дивизии, отозвана с фронта приказом командования и направлена в тыл командовать взводом курсантов Центральной женской школы снайперов. После ускоренного обучения весь взвод во главе с Сизовой направляется на фронт. По пути следования эшелон попадает под авианалёт. Выжившие курсантки остаются один на один с превосходящей группировкой немецких войск. Семь восемнадцатилетних девушек стоят перед выбором — или тихо, не обнаруживая себя, дать возможность немцам пройти, или вступить в неравный бой…

## В ролях
- Александра Булычёва — Мила Сизова, лейтенант, командир взвода снайперов
- Елена Цыплакова — полковник Алдонина, начальник женской школы снайперской подготовки
- Сергей Удовик — Сиротин, майор, начальник строевого отдела школы
- Эльвира Шияпова — Зоя Морозова, старшина, инструктор по стрельбе школы снайперов
- Наталья Анисимова — Ольга Реброва, курсант-снайпер
- Варвара Обидор — Маша Морозова, курсант-снайпер
- Екатерина Муратова — Капитолина Яровая, курсант-снайпер
- Аделина Гизатуллина — Гуля, курсант-снайпер
- Анастасия Лашкова — Василиса, курсант-снайпер
- Ольга Сулименко — курсант-снайпер
- Сергей Жарков — Никита, любимый Сизовой
- Максим Шпаковский — начальник штаба полка, майор
- Геннадий Ченцов — командир полка, подполковник
- Патриция Станишевская — младший сержант
- Виктория Фрольцова — замкомвзвода, сержант
- Татьяна Опарина-Кошеляева — Анна Матвеевна, комендант
- Яков Гопп — хозяин тира
- Татьяна Иванова — повариха
- Александр Заносьев — переводчик
- Максим Проц — телефонист
- Андрей Спирин — пожилой боец
- Илья Спинов — капитан Николаев

## Съёмки
Фильм снят, по словам режиссёра, «за скромные деньги» и «приходилось выкручиваться»: выиграл конкурс Минкультуры и получил на съёмку 15 миллионов рублей. Фильм снят всего за 24 дня.

Звёзд или известных актёров в фильме нет. Из более-менее узнаваемых лиц только Сергей Удовик да Елена Цыплакова, которая к тому времени уже 20 лет не снималась в кино. Режиссёр пригласил её по дружбе. А звезд не звал в свою картину принципиально.

## Критика
Хотя сюжет фильма оригинален, но критики характеризовали фильм как новую версию картины «А зори здесь тихие».

Нельзя сказать, что картина является шедевром. У неё есть масса недостатков и недочетов. Но все же по искренности и умеренной эмоциональности фильм превосходит многие последние фильмы о Великой Отечественной.... выгодно отличается от недавнего «Сталинграда» наличием неподдельных эмоций и души. Режиссёр сосредоточил внимание не на эффектах и летающих в замедленном темпе снарядах, а на взаимоотношениях героев, их переживаниях и тайнах, любви и ненависти, жизни и смерти. В определённом смысле, перед зрителем новая версия легендарной картины «А зори здесь тихие», поскольку в фильме почти нет персонажей, типичных для нового российского кино, посвященного священной войне. Есть только люди, которые хотят победить врага, но при этом они не лишены слабостей и не прыгают по крышам, как супермены.— Кино-театр.ру

## Фестивали и награды
- XI Международный фестиваль военного кино имени Ю. Н. Озерова (Тула, 2013) — Приз «Золотой меч» за лучшую женскую роль второго плана (актриса Елена Цыплакова)[6]
- XI Фестиваль военно-патриотического фильма «Волоколамский рубеж» (Волоколамск, 2014) — Специальный приз жюри игровых фильмов и Приз «Лучшая женская роль» (Эльвира Шияпова)
- VII Фестивале кино и телепрограмм для семейного просмотра им. В. Леонтьевой «От всей души» (Ульяновск, 2015) — Приз «Лучшая женская роль» (Елена Цыплакова)